# 岐部氏
岐部氏（きべし）は、日本の紀氏の一族。

## 歴史
岐部氏は大友氏（豊後国）に属し、海上活動に従事していた。
岐部氏は国東半島を拠点としていた紀氏の一族であるが、1530年～1550年頃には、大分県の玖珠郡玖珠町、玖珠郡九重町に進出している。

## 人物
- ペトロ岐部（1587 - 1639）国東市出身のキリスト教徒。1639年に江戸で処刑された。
- 岐部哲也（1955 - ）国東市出身。オウム真理教の元幹部。オウム真理教における防衛庁長官を務めている。